# Мастер, Эдит
Эдит Луиза Мастер (англ. Edith Louise Master; 25 августа 1932, Нью-Йорк, Нью-Йорк — 18 августа 2013, Нью-Йорк, Нью-Йорк) — американская спортсменка, бронзовый призёр летних Олимпийских игр в Монреале (1976) по выездке.

## Спортивная карьера
Получила образование в Корнеллском и Нью-Йоркском университете. В течение нескольких лет жила в Германии, обучаясь выездке у известного специалиста Хайнца Ламмерса.
Участница трех Олимпиад: в Мехико (1968), Мюнхене (1972) и Монреале (1976). В Монреале, в возрасте 43 лет, став вторым по возрасту в истории олимпийцем США, она выиграла бронзовую медаль в соревнованиях по выездке. До этого она оставалась лишь 23-й и 19-й соответственно.